# Tổ hợp tác
Tổ hợp tác là một hình thức kinh tế hợp tác phổ biến ở Việt Nam, bao gồm tối thiểu ba cá nhân có điều kiện sản xuất, kinh doanh tương đồng, cùng nhu cầu, phương hướng sản xuất hợp tác với nhau để phát triển sản xuất kinh doanh trên cơ sở hợp đồng hợp tác được Ủy ban nhân dân cấp xã, phường, thị trấn chứng thực. Các cá nhân trong tổ hợp tác cùng đóng góp tài sản, công sức để thực hiện những công việc nhất định, cùng hưởng lợi và cùng chịu trách nhiệm.
Tổ chức và hoạt động của tổ hợp tác dựa trên nguyên tắc sau: tự nguyện, bình đẳng, dân chủ và cùng có lợi; thống nhất các vấn đề liên quan thông qua biểu quyết theo đa số; được tự chủ tài chính, tự trang trải các chi phí hoạt động và tự chịu trách nhiệm bằng tài sản của tổ và các tổ viên.

## Tên gọi và biểu tượng
Tổ hợp tác tên và biểu tượng riêng, phù hợp với quy định của pháp luật, văn hóa của cộng đồng dân cư; không trùng lắp với tên, biểu tượng của tổ hợp tác khác trong phạm vi xã, phường, thị trấn. Trong thực tế, tổ hợp tác còn có những tên gọi khác như: tổ, đội, câu lạc bộ, nhóm cùng sở thích, tổ đổi công, chi hội....